# 中国渔网

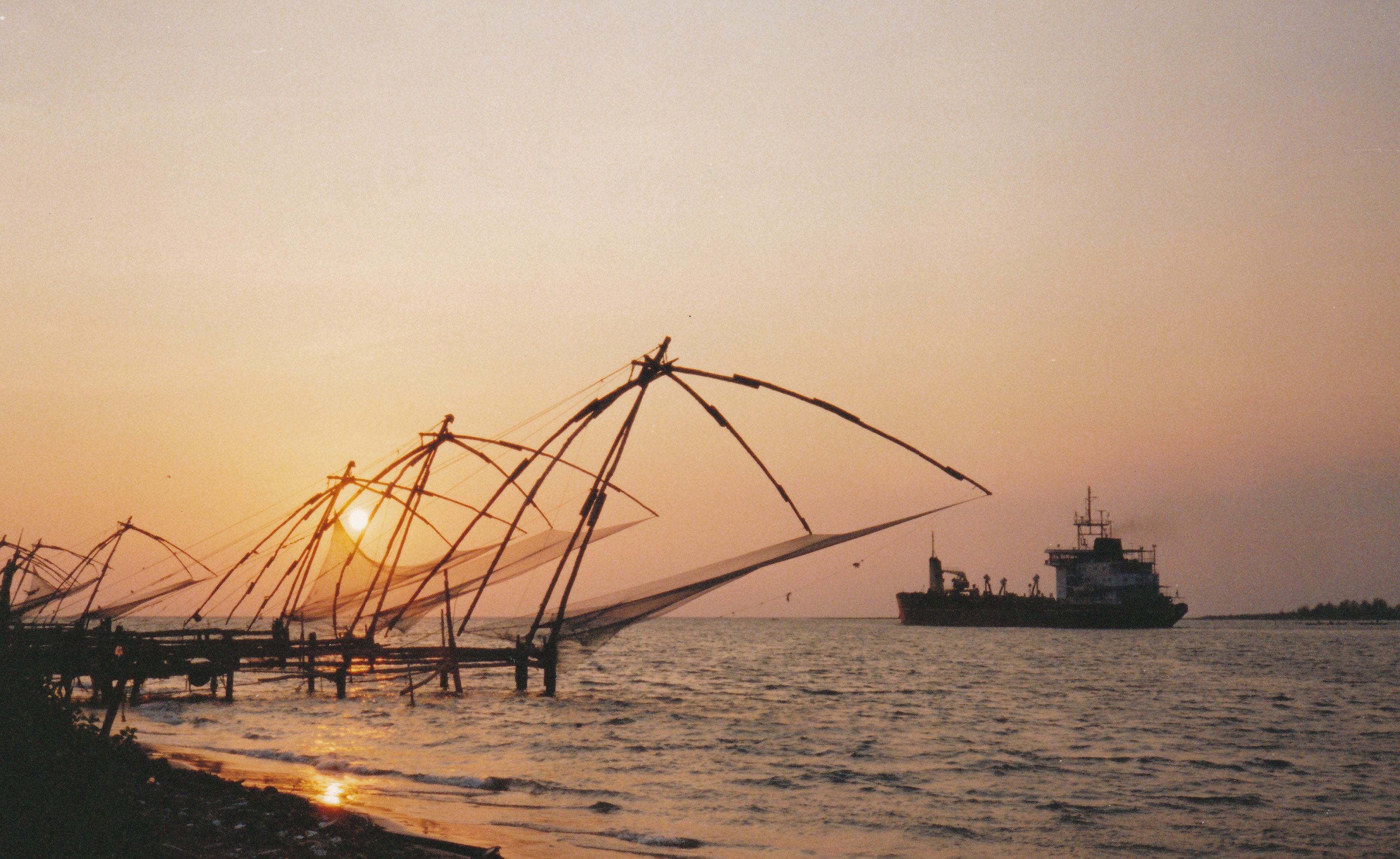
柯枝的中国渔网

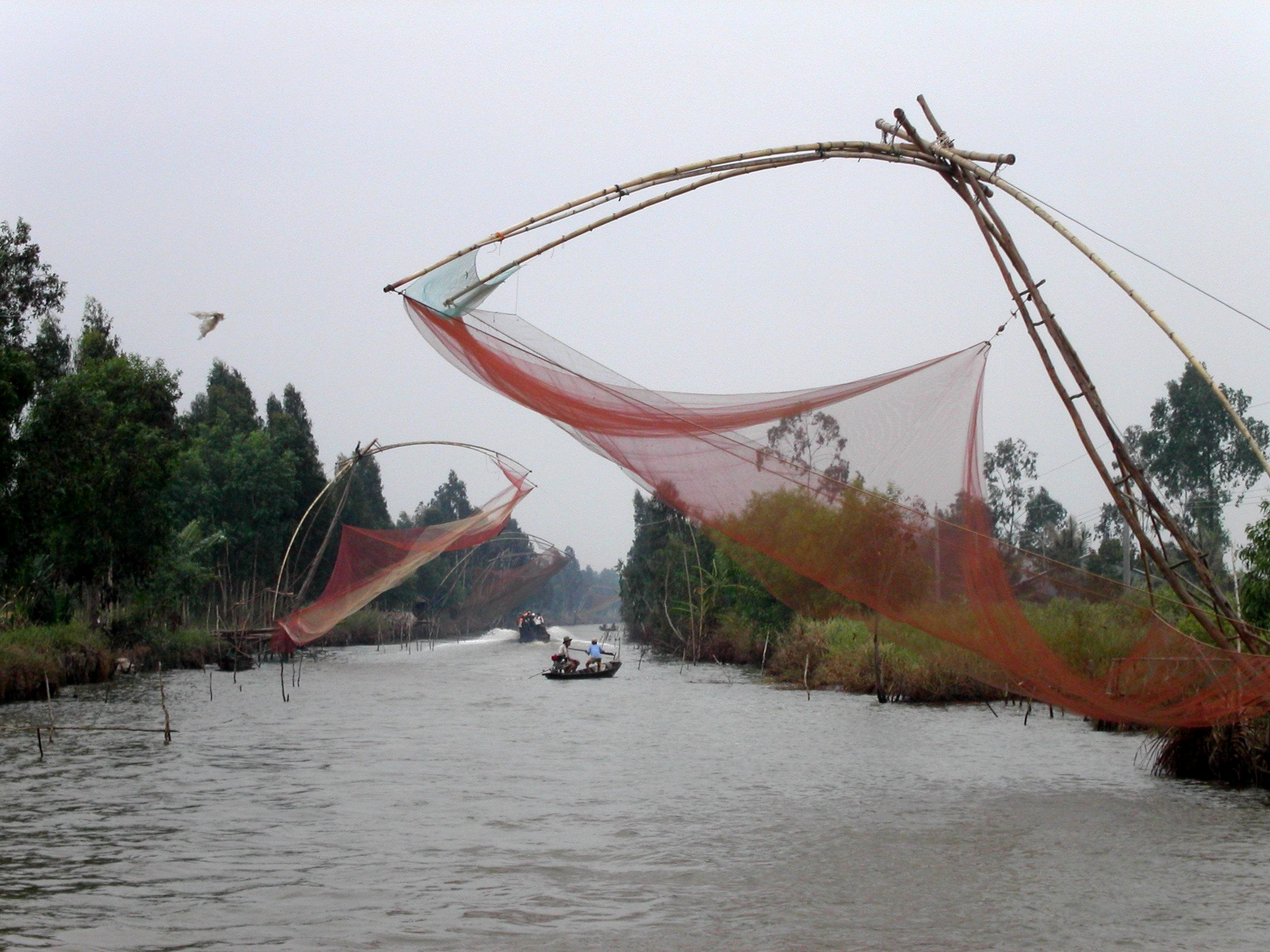
河川上的設置

中国渔网或中式渔网，古稱吊罾、坐罾，紀錄於唐《初學記》、明《三才圖會》等文獻中。罾（國語音： ㄗㄥˉ、zēng；閩南語：tsan）此字可見於《史記·陳涉世家》、《莊子·胠篋》、《論衡·幸偶》、《漢書·陳勝項籍傳》、《楚辭·湘夫人》……。相對坐罾裝置在岸邊，亦有安置在船上俗稱幫搖兒的坐罾，和吊蝦的蝦仔罾　（hê-á-tsan），潮汕地區多見拗罾、車罾。近年亦有稱提漁網，如三角網、四角網。
中国渔网也是印度喀拉拉邦柯枝柯枝堡一种固定在陆地边的特殊的捕鱼方式，“中式渔网”是俗称，较规范的名称是“水岸操作固定悬吊网”，大型的机械器具将水平的渔网伸出20米甚至更远。每一个装置至少高10米，包括一个悬桁，挂着延伸到海面的网，另一端用绳索绑着巨石作为平衡物。每一个装置由一组渔民控制，最多可达6人。此类渔网在华南和中南半岛都有使用，但由于在印度比较特别而成为柯枝的旅游景观之一。
装置可以充分支撑一个人沿着主横梁走动，使网完全沉到海里。网在海中停留很短时间，可能仅仅几分钟，就被绳索提起来。通常可以收获一些鱼类和甲壳类-很快被过往的旅客买走。
平衡物系统非常具有独特性。直径30厘米左右的石块被绑在长度不同的绳索上。当网升起来的时候，一些石头被搁在一个平台上，保持平衡。
每一套装置都有操作深度的限制，因此，每一个独立的装置不能在一个潮汐的周期内连续运转。不同的装置在潮汐不同的状态下运转。
通常认为这种渔网起源于中国。从5千公里之外的中国流传过来并非不可能
——柯枝是非常重要的香料贸易中心。传统认为这种网是中国航海家郑和引入的，但也有学者认为是由葡萄牙商船引入印度。
“中国渔网”很受游客欢迎，其大小和精巧的结构很适合作为摄影对象。另外，捕获物可以方便地被买走，而在不远处的一条街提供烹饪服务。